# Championnat de Chypre de football 1985-1986
Navigation
Saison précédente Saison suivante
La saison 1985-1986 du Championnat de Chypre de football était la 48e édition officielle du championnat de première division à Chypre. Les quatorze meilleurs clubs du pays se retrouvent au sein d'une poule unique, la Cypriot First Division, où ils s'affrontent 2 fois, à domicile et à l'extérieur. En fin de saison, il n'y a pas de relégation afin de permettre le passage du championnat de 14 à 16 clubs, seuls les 2 premiers de D2 sont promus parmi l'élite.
L'APOEL Nicosie interrompt une nouvelle fois le règne de l'Omonia, en terminant en tête du championnat, il devance de 7 points le champion en titre et de 10 points l'Apollon Limassol. Il s'agit du 13e titre de champion de Chypre de l'histoire du club. L'APOEL manque le doublé en s'inclinant en finale de la Coupe de Chypre face à l'Apollon.

## Les 14 clubs participants
| - AEL Limassol - APOP Paphos - Promu de D2 - EPA Larnaca - Nea Salamina Famagouste - Omonia Nicosie - APOEL Nicosie - Olympiakos Nicosie | - Pezoporikos Larnaca - Anorthosis Famagouste - Aris Limassol - Apollon Limassol - EN Paralimni - Alki Larnaca - Ermis Aradippou - Promu de D2 |

## Compétition

### Classement
Le barème utilisé pour établir le classement est le suivant :
- Victoire : 2 points
- Match nul : 1 point
- Défaite : 0 point

| Rang | Équipe                | Pts | J  | G  | N  | P  | Bp | Bc | Diff |
| ---- | --------------------- | --- | -- | -- | -- | -- | -- | -- | ---- |
| 1    | APOEL Nicosie         | 47  | 26 | 22 | 3  | 1  | 61 | 12 | +49  |
| 2    | Omonia Nicosie T      | 40  | 26 | 16 | 8  | 2  | 62 | 23 | +39  |
| 3    | Apollon Limassol C    | 37  | 26 | 15 | 7  | 4  | 45 | 23 | +22  |
| 4    | Anorthosis Famagouste | 32  | 26 | 13 | 6  | 7  | 36 | 27 | +9   |
| 5    | Nea Salamina          | 25  | 26 | 7  | 11 | 8  | 26 | 26 | 0    |
| 6    | AEL Limassol          | 24  | 26 | 9  | 6  | 11 | 27 | 26 | +1   |
| 7    | Pezoporikos Larnaca   | 24  | 26 | 7  | 10 | 9  | 32 | 32 | 0    |
| 8    | EN Paralimni          | 23  | 26 | 8  | 7  | 11 | 33 | 35 | -2   |
| 9    | EPA Larnaca           | 22  | 26 | 6  | 10 | 10 | 27 | 35 | -8   |
| 10   | Alki Larnaca          | 22  | 26 | 5  | 12 | 9  | 22 | 31 | -9   |
| 11   | Olympiakos Nicosie    | 22  | 26 | 7  | 8  | 11 | 34 | 51 | -17  |
| 12   | APOP Paphos P         | 21  | 26 | 6  | 9  | 11 | 26 | 44 | -18  |
| 13   | Aris Limassol         | 19  | 26 | 5  | 9  | 12 | 32 | 42 | -10  |
| 14   | Ermis Aradippou P     | 6   | 26 | 0  | 6  | 20 | 21 | 77 | -56  |

|  | Qualification pour la Coupe des clubs champions 1986-1987                              |
|  | Qualification pour la Coupe des Coupes 1986-1987                                       |
|  | Qualification pour la Coupe UEFA 1986-1987                                             |
|  | T : Tenant du titre C : Vainqueur de la Coupe de Chypre P : Promu de deuxième division |

## Bilan de la saison
| Championnat de Chypre de football 1985-1986 |                                  |
| Champion                                    | APOEL Nicosie (13e titre)        |
| Coupes et trophées                          |                                  |
| Vainqueur de la Coupe de Chypre 1985-1986   | Apollon Limassol                 |
| Qualifications continentales                |                                  |
| Coupe des clubs champions 1986-1987         | APOEL Nicosie                    |
| Coupe des Coupes 1986-1987                  | Apollon Limassol                 |
| Coupe UEFA 1986-1987                        | Omonia Nicosie                   |
| Promotions et relégations                   |                                  |
| Promus en Cypriot First Division            | Omonia Aradippou Ethnikos Achna  |
| Relégués en Cypriot Second Division         | Aucun (passage de 14 à 16 clubs) |